# Чёрный тигр
Чёрный тигр — редкий цветовой вариант бенгальского тигра с врождённой мутацией — меланизмом или псевдомеланизмом (а не отдельный вид или географический подвид). Хотя с научной точки зрения механизм изменения окраса у тигров в общих чертах понятен, до XX века подтверждений существования чёрных тигров было недостаточно.

## Предполагаемые наблюдения в дикой природе
В 1773 году, художник Джеймс Форбс, находясь на службе Британской Ост-Индской компании в Керале, на юго-западе Индии, зарисовал акварелью чёрного тигра, застреленного браконьерами несколькими месяцами ранее. В дальнейшем эта акварель была утрачена, но сохранилось её сопроводительное описание, за авторством самого художника: «Я также пользуюсь возможностью продемонстрировать портрет необыкновенного тигра (...). Он был полностью чёрным, но с полосами ещё более тёмного оттенка». Это описание может быть признано научно обоснованным, так как аналогичные более чёрные пятна известны на шкурах чёрных ягуаров (по-английски они именуются «призрачными метками»).
В марте 1846 года натуралист К. Т. Бакленд сообщил о чёрном тигре на холмах Читтагонга в Бенгалии (ныне в Бангладеш), где он совершал набеги на скот. Он был застрелен местными жителями отравленной стрелой, и его тело было позже обнаружено, но сохранить шкуру не удалось.
В сентябре 1895 года полковник С. Каппер, по его словам, наблюдал чёрного тигра на охоте в подзорную трубу. Однако присутствие чёрных леопардов в этом районе делает это сообщение сомнительным.
Различные сообщения о наблюдениях чёрного тигра (как эти, так и другие) были подробно описаны в книге Э. П. Джи «Дикая природа Индии».
Угольно-чёрный тигр без видимых отметин, по-видимому, был застрелен в Ассаме, Индия, в 1915 году. В отличие от большинства крупных меланистических кошек, у которых тёмные узоры видны под определёнными углами, у этой угольно-чёрной особи не было полос. В отчёте Т. Банджи «Тигры в Китае» (1983) утверждалось о нескольких наблюдениях чёрных тигров в районе Дуннин в Китае. Наблюдения произошли в 1951, 1953 и 1957 годах, а один чёрный тигр предположительно был пойман в 1972 году.
Чёрные тигры также упоминаются в народных легендах Вьетнама.
Наряду с непроверенными, поступали и явно ошибочные сообщения. Так, «чёрный тигр», застреленный в индийском Манипуре в начале 1930-х годов, на самом деле был гималайским медведем. Чёрный тигр, в 1936 году пойманный в Дибругархе, оказался чёрным леопардом.
А. А. Данбар Брандер из Британской индийской лесной службы однажды был свидетелем того, как тигр был залит кровью от свежей добычи, а когда кровь высохла, он стал казаться чёрным от запекшейся крови. Свои наблюдения очевидец резюмировал так: «Если бы я не стал непосредственным свидетелем этой «трансформации», и не наткнулся на тигра, не зная о том, что произошло, я был бы твёрдо убежден, что видел чёрного тигра».
Сообщения о наблюдениях чёрного тигра в дикой природе продолжали поступать и в дальнейшем.
Так, например, зимой 1975—1976 года двух взрослых чёрных тигров видели при ярком солнечном свете на дороге, ведущей к лугу Матугар; наблюдение было сделано сотрудниками лесной службы Одиши в присутствии двух иностранных туристов.
В 1992 году шкура тигра, по-видимому, страдающего меланизмом, была конфискована у охотника и контрабандиста в Тис Хазари, южный Дели. Верхняя часть головы и спина были чёрными, в то время как по бокам виднелись полосы тени на чёрном фоне. Шкура была выставлена в Национальном музее естественной истории, Нью-Дели, в феврале 1993 года. В 1993 году мальчик, защищаясь, застрелил тигрицу-меланистку стрелой из лука недалеко от деревни Подагад, к западу от заповедника Симилипал. Первоначальный осмотр показал, что фоновый цвет был чёрным с белыми полосами на животе и рыжевато-коричневыми полосами на спине. По словам Валмика Тапара в книге в «Тигр: Полное руководство», единственным доказательством существования чёрных тигров является шкура с чёрной головой и спиной. К. Уллас Карант написал в книге «Путь тигра», что частично чёрный тигр был недавно убит браконьерами в Ассаме.
В 1999 году Л. А. К. Сингх в своей научной работе просуммировал имевшуюся информацию о чёрных тиграх в Индии.
В июле 2022 года чёрного тигра наблюдали в национальном парке Симилипал, Одиша, Индия .

## В зоопарках
В 1780-е годы чёрный тигр из Ост-Индии был выставлен в зверинце Лондонского Тауэра; однако, скорее всего, это был чёрный леопард. Сохранившееся описание этого зверя, опубликованное в 1786 году, гласит: «Полностью чёрный тигр, которого мистер Гастингс привёз с собой из Ост-Индии, очень красив, но его звериный взгляд ужасен».
В начале 1970-х годов у пары тигров в зоопарке Оклахома-Сити родилось три тигрёнка, которые были ненормально окрашены. У одного был обычный цвет фона, но все четыре конечности были ненормально тёмными. У второго были тёмные лапы, хотя они постепенно светлели по мере взросления и приобрели нормальный цвет, когда он достиг совершеннолетия. У третьего был обычный цвет фона, но значительное потемнение на плечах, вниз по обеим передним ногам, над тазом и охватывало обе задние ноги. Затемнение было более или менее того же цвета, что и полосы. Полосатый узор был виден только на затемнённых участках. Двое из трех детёнышей были убиты матерью, остался только тёмноногий детеныш.
В августе 2010 года сообщалось, что один из трёх белых тигров, родившихся в июне того же года в зоологическом парке Ариньяр Анна в Ченнаи, изменил окрас, большая часть его тела и лап стали чёрными (псевдомеланистическими).[11] К октябрю полоски на детёныше, которого назвали Чембиан, стали коричневыми.
В июле 2014 года 5-летняя белая тигрица из зоологического парка Нанданканан в Бхубанешваре, Одиша, Индия, родила четырёх детенышей, один из которых был псевдомеланистическим. Это был первый случай рождения чёрного тигра в неволе в Индии и второй зарегистрированный случай на международном уровне.
В августе 2014 года в Ханчжоу, Китай, родился чёрный тигрёнок Однако на фотографиях 25-дневного чёрного тигрёнка видны круглые отметины на шерсти, как у чёрного ягуара или леопарда..